# Strada europea E36
La E36 è una strada europea che collega Berlino a Legnica. Come si evince dalla numerazione, si tratta di una strada intermedia con direzione ovest-est.

## Percorso
La E36 è definita con i seguenti capisaldi di itinerario: "Berlino - Lübbenau - Cottbus - Legnica".